# Neurergus
Neurergus es un género de anfibios caudados de la familia Salamandridae. Se distribuyen desde el este de Turquía, norte de Irak y noroeste de Irán.

## Especies
Según ASW:
- Neurergus crocatus Cope, 1862
- Neurergus derjugini (Nesterov, 1916)
- Neurergus kaiseri Schmidt, 1952
- Neurergus strauchii (Steindachner, 1887)